# 黄钟花（原变种）
黄钟花（原变种）（学名：Cyananthus flavus）又名丽江黄钟花，是桔梗科蓝钟花属的植物，为中国的特有植物。分布在台灣和中華云南等地，生长于海拔3,200米至3,600米的地区，目前尚未由人工引种栽培。

## 亚种
- 丽江黄钟花 C. f. subs. flavus
- 光叶黄钟花 Cyananthus flavus  subs. glaber C. Y. Wu
- 白钟花 Cyananthus flavus  subs. montanus (C. Y. Wu) Hong et L. M. Ma